# Chavriata
Chavriata (griechisch Χαβριάτα (n. pl.), auch Havriata, ital. Cavriata) ist ein Ort im Bezirk Palliki im Südwesten der Halbinsel Palliki in der Gemeinde und Insel Kefalonia in Griechenland. Chavriata hat 220 Einwohner.
Der Philosoph Vikentios Damodos (Vincenzo Damodo) gründete 1723 in dem Ort eine philosophische Schule von überregionaler Bedeutung.
1997 wurde der Ort zu Lixouri eingemeindet und ist im Zuge der Verwaltungsreform seit 2010 Teil der Gemeinde Kefalonia.
Sehenswert ist die Ikonostase und die Fresken der Panagia-Kirche. Aufgrund der Höhe bietet der Ort eine gute Aussicht über die Halbinsel und hat ihm den Spitznamen Balkoni tou Ioniou (‚Balkon des Ionisches Meeres‘) eingebracht.

## Einwohnerentwicklung
| Einwohnerentwicklung | Einwohnerentwicklung | Einwohnerentwicklung | Einwohnerentwicklung |
| 1981                 | 1991                 | 2001                 | 2011                 |
| -------------------- | -------------------- | -------------------- | -------------------- |
| 304                  | 239                  | 309                  | 220                  |